# الهجرة إلى أستراليا

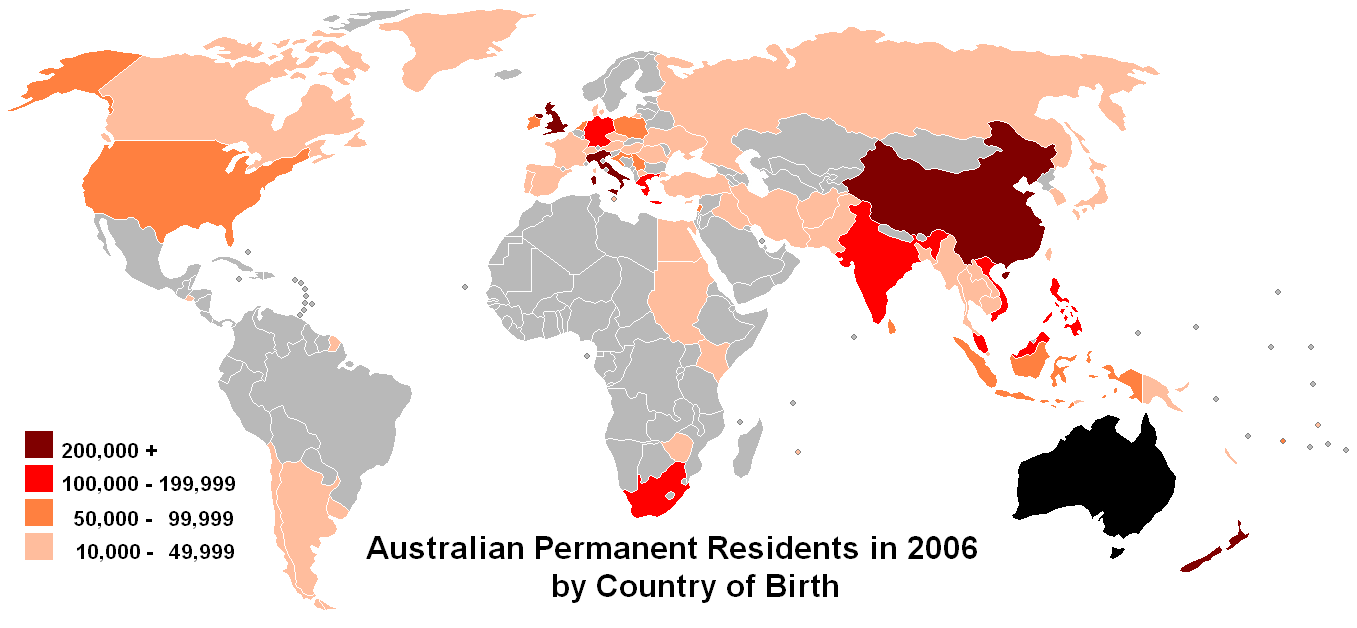
أستراليا PR COB 2006

بدأت الهجرة إلى أستراليا عندما وصل أسلاف سكان أستراليا الأصليين إلى القارة عبر جزر جنوب شرق آسيا البحرية وغينيا الجديدة.
بدأت التسوية الأوروبية الدائمة في عام 1788 مع إنشاء مستعمرة عقابية بريطانية في نيوساوث ويلز. حافظت أستراليا على سياسة أستراليا البيضاء منذ الاتحاد المبكر في عام 1901، والتي حظرت دخول مهاجرين ذوي أصول عرقية غير أوروبية إلى أستراليا وأُلغيت بعد الحرب العالمية الثانية. منذ عام 1945، استقر أكثر من 7 ملايين شخص في أستراليا. منذ أواخر سبعينيات القرن العشرين، كانت هناك زيادة كبيرة في الهجرة من آسيا والدول الأخرى غير الأوروبية، ما جعل أستراليا دولة متعددة الثقافات.
ارتفع صافي الهجرة الخارجية من 30,042 في 1992-1993 إلى 178,582 شخص في 2015–16. من أهم عناصر الهجرة هي هجرة ذوي الكفاءات وبرامج لم شمل الأسرة. خلصت دراسة اجتماعية عام 2014 إلى أن: «أستراليا وكندا هما الأكثر تقبلًا للهجرة بين الدول الغربية».
كانت أستراليا من الدول الموقعة على الاتفاقية الخاصة بوضع اللاجئين، وأعادت توطين العديد من طالبي اللجوء. في السنوات الأخيرة أصبحت سياسة أستراليا في الاحتجاج الإلزامي للمهاجرين غير الشرعيين عن طريق القوارب موضع جدل.
في 7 أغسطس 2018، وصل التنبيه للتعداد السكاني في المكتب الأسترالي للإحصاء إلى 25 مليونًا، وكان 62 بالمئة من هذا النمو في السنوات العشر الأخيرة نتيجة الهجرة. كانت العلامة الفارقة قبل 33 سنة من الموعد المحدد. دعت السناتور بولين هانسون إلى إجراء استفتاء وطني يسأل الناخبين عما إذا كانوا يعتقدون أن الهجرة مرتفعة للغاية. تظهر استطلاعات الرأي تأييد الأغلبية لخفض الهجرة.

## تاريخ الهجرة في أستراليا
حصلت الهجرة الأولى إلى القارة منذ نحو 65,000 سنة مضت عبر جزر جنوب شرق آسيا البحرية وبابوا غينيا الجديدة كجزء من تاريخ أوائل الهجرة البشرية من أفريقيا.

### الترحيل الجزائي
بدأت الهجرة الأوروبية إلى أستراليا مع تسوية الإدانة البريطانية في سيدني كوف في 26 يناير 1788. ضم الأسطول الأول 11 سفينة تحمل 775 مدانًا و645 موظفًا وأفراد الطاقم وجنود بحرية وعائلاتهم وأطفالهم. تألف المستوطنون من مجرمين صغار وجنود من الدرجة الثانية وطاقم من البحارة. كان هناك عدد قليل من ذوي المهارات اللازمة لبدء مستوطنات مكتفية ذاتيًا، مثل المزارعين والبنائين، وعانت المستعمرة الجوع والمصاعب. كان عدد المستوطنين الذكور يفوق بكثير عدد المستوطنات الإناث. وصل الأسطول الثاني عام 1790 وجلب المزيد من المدانين. وُصفت ظروف النقل بأنها مروعة وأسوأ من عمليات نقل الرقيق. ومن بين 1026 مدانًا، مات 267 (256 رجلًا و 11 امرأة) أثناء الرحلة (26 بالمئة)، وكان هناك 486 مريض مات منهم عند وصولهم بوقت قصير 124 شخصًا. كان الأسطول أكثر استنزافًا للمستوطنة التي تعاني ولم يكن له أي فائدة. كانت الظروف على الأسطول الثالث، الذي تبع الأسطول الثاني في عام 1791، أفضل قليلًا. تألف الأسطول من 11 سفينة. من بين أكثر من 2000 مدان أُحضروا على متن السفن، مات منهم 173 مدانًا من الذكور و 9 مدانات من الإناث خلال الرحلة. أحضرت أساطيل النقل الأخرى المزيد من المدانين والأحرار إلى المستعمرة. مع نهاية الترحيل الجزائي في عام 1868، دخل نحو 165,000 شخصًا إلى أستراليا كمدانين.

### هجرة باونتي
شجعت المستعمرات على الهجرة من خلال مجموعة متنوعة من المخططات. عزز مخطط باونتي للهجرة (1835-1841) الهجرة من المملكة المتحدة إلى نيوساوث ويلز. تأسست شركة جنوب أستراليا لتشجيع العمال والمهاجرين المهرة على الاستيطان في جنوب أستراليا.

### حمى الذهب والازدهار السكاني
أدى عصر حمى الذهب، الذي بدأ في عام 1851، إلى توسع هائل في عدد السكان، بما في ذلك تدفق أعداد كبيرة من المستوطنين البريطانيين والأيرلنديين، تلاها أعداد أقل من الألمان والأوروبيين الآخرين، والصينيين. تعرضت هذه المجموعة الأخيرة لقيود متزايدة والتمييز، ما جعل بقاء العديد من المستوطنين في البلاد أمر مستحيل. مع اتحاد المستعمرات الأسترالية في دولة واحدة، كان قانون تقييد الهجرة لعام 1901، المعروف باسم سياسة أستراليا البيضاء، أحد أولى إجراءات حكومة الكومنولث الجديدة، التي كانت تقوي وتعزز وتوحد السياسات الاستعمارية المصممة لتقييد استيطان غير البيض. بسبب معارضة الحكومة البريطانية، تُجنبت السياسة العنصرية الصريحة في التشريع، مع آلية التحكم بواسطة اختبار في الإملاء بلغة أوروبية يختارها موظف الهجرة. كان الاختيار بحسب لغة لا يعرفها المهاجر. وآخر مرة اجتاز فيها مهاجرًا الاختبار كان في عام 1909. ولعل الحالة الأكثر شهرة هي إيغون إروين كيش، الصحفي التشيكوسلوفاكي اليساري، الذي يمكنه التحدث بخمس لغات، والذي فشل في اختبار باللغة الأسكتلندية الغالية، ورُحل بصفته أُمّي.
كما وجدت الحكومة أنها إذا أرادت المهاجرين، فعليها دعم الهجرة. جعلت المسافة الكبيرة عن أوروبا من أستراليا أكثر تكلفة وأقل جاذبية من كندا والولايات المتحدة. ويمكن التحكم في عدد المهاجرين اللازمين خلال المراحل المختلفة من الدورة الاقتصادية عن طريق تنويع الإعانة. قبل الاتحاد في عام 1901، تلقى المهاجرون مساعدة من أموال الحكومة الاستعمارية. دفعت الحكومة البريطانية تكاليف مرور المدانين والفقراء والأفراد العسكريين والموظفين المدنيين. حصل عدد قليل من المهاجرين على مساعدة الحكومة الاستعمارية قبل عام 1831.
مع بداية الكساد الكبير، أعلن الحاكم العام وقف الهجرة حتى إشعار آخر، وتألفت المجموعة التالية التي كانت على وشك الوصول من 5000 أسرة لاجئة يهودية من ألمانيا في عام 1938. حصلت مثل هذه المجموعات المعتمدة على إمكانية الدخول مع إصدار شهادة إعفاء من اختبار الإملاء.

### الهجرة إلى أستراليا بعد الحرب
بعد الحرب العالمية الثانية أطلقت أستراليا برنامج هجرة ضخم، معتقدةً أنه بعد تجنب الغزو الياباني بفارق ضئيل، يجب على أستراليا «أن تُملأ أو تهلك». هاجر مئات الآلاف من الأوروبيين النازحين إلى أستراليا وهاجر أكثر من 1,000,000 من الرعايا البريطانيين بموجب نظام الهجرة بالمرور المساعد، الذي أصبح يعرف بالعامية باسم تين باوند بوم. استهدف المخطط في البداية مواطني جميع دول الكومنولث، وبعد الحرب امتد تدريجيًا إلى دول أخرى مثل هولندا وإيطاليا. وكانت المؤهلات واضحة ومباشرة: يجب أن يكون المهاجرون في صحة جيدة وأقل من 45 عامًا. في البداية لم تكن هناك قيود على المهارة، على الرغم من إتباع سياسة أستراليا البيضاء، وجد الناس من خلفيات عرقية مختلطة أنه من الصعب للغاية الاستفادة من هذا المخطط.
في سبعينيات القرن العشرين، أدت التعددية الثقافية إلى إزاحة الانتقائية الثقافية إلى حدٍ كبير في سياسة الهجرة.